# Zarká
Zarká (arabsky الزرقاء az-Zarkáʼ) je město v Jordánsku nacházející se asi 25 km na severovýchod od Ammánu. Je hlavním městem stejnojmenného guvernorátu Zarká. Jméno znamená v arabštině „modrá“.
Zarká je součástí aglomerace Ammánu, se kterým je propojena úzkým pruhem zastavěného území. Díky nízkým cenám půdy se město stalo centrem jordánského průmyslu, nachází se zde 50 % veškerých jordánských továren.

## Geografie a podnebí
Zarká se nachází na březích stejnojmenné řeky Zarká. Na rozdíl od Ammánu zde panuje pouštní podnebí, protože město se nachází ve srážkovém stínu, takže sem nedosáhne vláha od Středozemního moře.

## Historie
Historie města je poměrně krátká, bylo založeno v roce 1902 čečenskými imigranty, kteří odešli kvůli konfliktům s Ruským impériem. Město se začalo rozrůstat poté, co ho dosáhla Hidžázská dráha. V roce 2010 jeho aglomerace činila asi 700 000 obyvatel.